# 沈家煊
沈家煊（1946年3月—），男，祖籍浙江吴兴，生于上海，中华人民共和国语言学家，中国社会科学院语言研究所研究员，中国社会科学院学部委员，中国语言学会会长。